# Kolonia Łeszczyn
Kolonia Łeszczyn – kolonia w Polsce, położona w województwie łódzkim, w powiecie sieradzkim, w gminie Złoczew.
W latach 1975–1998 administracyjnie należała do województwa sieradzkiego.
Nazwa Kolonia Łeszczyn została ustanowiona z dniem 1 stycznia 2023.